# チューリッヒ・シュタデルホーフェン駅

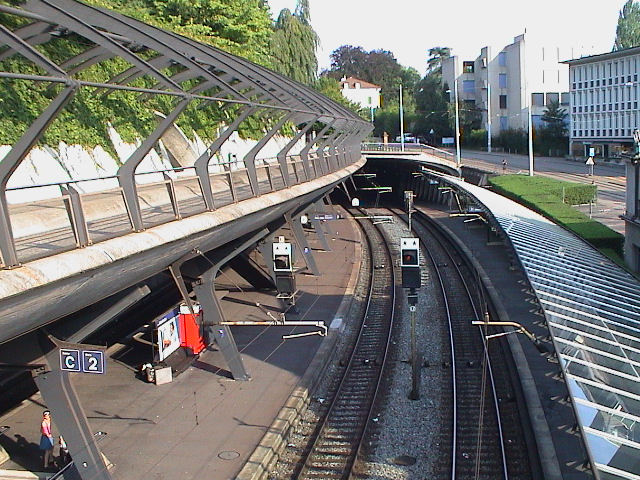
チューリッヒ・シュタデルホーフェン駅

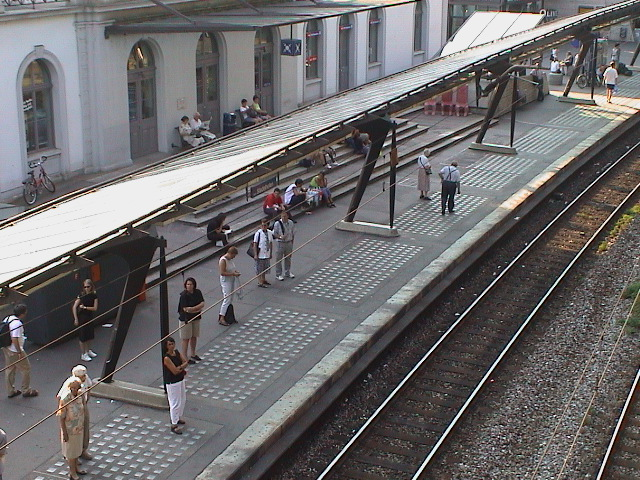
チューリッヒ・シュタデルホーフェン駅

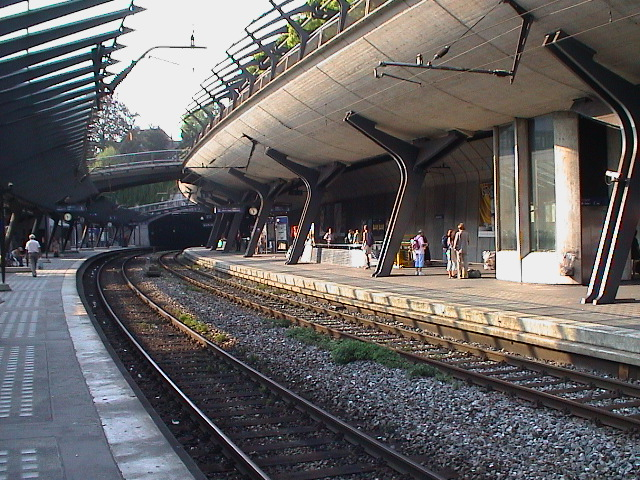
チューリッヒ・シュタデルホーフェン駅

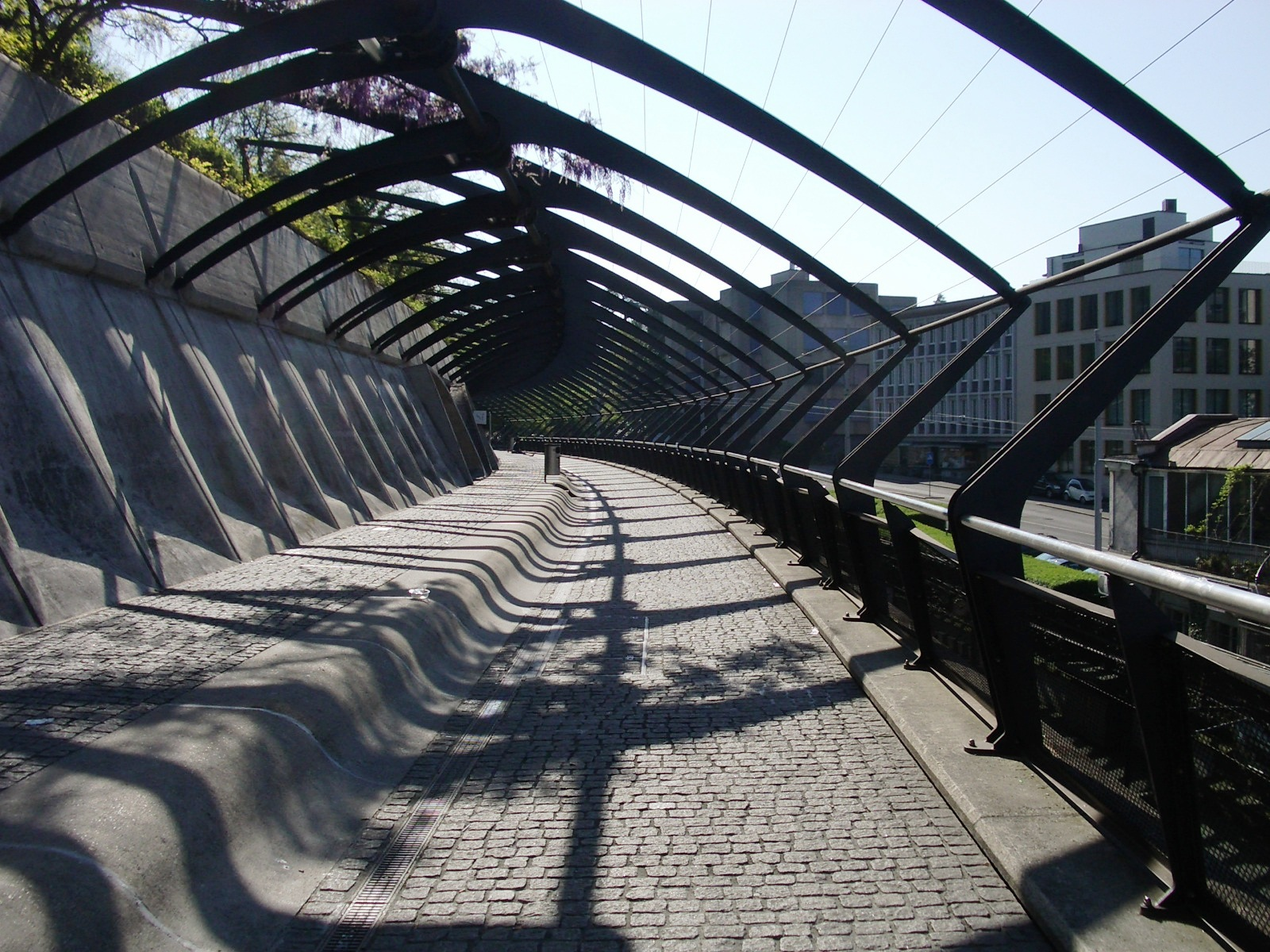
チューリッヒ・シュタデルホーフェン駅の歩行者通路（Passerelle）

チューリッヒ・シュタデルホーフェン駅（チューリッヒ・シュタデルホーフェンえき）（Bahnhof Zürich Stadelhofen）（標高410メートル）は、スイス、チューリッヒ市にある13のスイス連邦鉄道（スイス国鉄）の鉄道駅のうちの1つである。シュタデルホーフェン駅は、チューリッヒ中央駅と並んでチューリッヒSバーンの重要な結節点である。さらにチューリッヒの路面電車の乗換点でもあり、メーターゲージのフォルヒ鉄道（Forchbahn）もシュタデルホーフ広場（Stadelhoferplatz）まで乗り入れている。さらに駅には年中無休のショッピング通りがある。

## 歴史
1894年にレヒツフリーゲ・チューリッヒゼー線（Rechtsufrige Zürichsee-Bahn）がラッパースヴィル（Rapperswil）からメイレン（Meilen）を経由してティーフェンブルネン（Tiefenbrunnen）、さらにリーシュバッハトンネル（Riesbachtunnel）を通ってシュタデルホーフェンまで開業した。路線はさらにレッテントンネル（Lettentunnel）を経由してチューリッヒ・レッテン駅（Bahnhof Letten）へ向かい、そこからリンマット（Limmat）地区を大きくカーブしてチューリッヒ中央駅へ向かっていた。1991年のチューリッヒSバーンの運転開始に伴い、レッテントンネルは閉鎖されて列車は複線のヒルシェングラーベントンネル（Hirschengrabentunnel）を通って直接シュタデルホーフェンへ向かうようになった。駅には3つの番線があり、2つの路線が乗り入れている。単線の路線が昔からあるリーシュバッハトンネルを抜けてティーフェンブルネン、ラッパースヴィル方面へ向かっており、新しい複線の路線がチューリッヒベルクトンネル（Zürichbergtunnel）を通ってシュテットバッハ（Stettbach）へ向かって、ヴィンタートゥール（Winterthur）、ウスター（Uster）方面へ繋がっている。

## 駅舎の建築
駅舎は1884年に古典様式で建てられたものが現在も使われている。これに有名な建築家、サンティアゴ・カラトラヴァ（Santiago Calatrava）によるコンクリートと鋼鉄製のプラットホームの屋根が組み合わせられている。駅脇の商店街や山側のホームに通じる出口にある、夜間の閉鎖に備えた折りたたみ式のゲートが特に印象的である。

## ボトルネック
チューリッヒSバーンにおいて、シュタデルホーフェン駅は大きなボトルネックとなっている。3つの番線で8つのSバーン系統を処理しており、1系統・1時間あたり約4本の運転で、1時間当たり28本の列車が走っている。ラッシュアワーにはこの数は1時間当たり40本まで増加する。

## Sバーンの系統
シュタデルホーフェン駅はチューリッヒSバーンの導入のために拡張されており、もっぱらSバーンの列車に使用されている。
- S3 （オルテン（Olten） -） アーラウ（Aarau） - ディエティコン（Dietikon） - ヴェツィコン（Witzikon）
- S5 ニーダーヴェニンゲン（Niederweningen） / ラフツ（Rafz） - オーベルグラット（Oberglatt） - ラッパースヴィル（Rapperswil SG） - プフェーフィコン（Pfäffikon SZ）
- S6 バーデン（Baden AG） - レーゲンスドルフ・ヴァット（Regensdorf-Watt） - チューリッヒ・ティーフェンブルネン - ウェティコン（Uetikon）
- S7 ヴィンタートゥール - チューリッヒ・シュタデルホーフェン - ラッパースヴィル
- S9 ツーク（Zug） - ウスター
- S12ブルック（Brugg） - ゾーツァッハ（Seuzach） / ヴィンタートゥール・ゼーン（Winterthur Seen）
- S15 ビルメンスドルフ（Birmensdorf） - ラッパースヴィル
- S16 （タインゲン（Thayngen） - シャフハウゼン（Schaffhausen） -） チューリッヒ空港 - ヘリベルク・フェルトメイレン（Herrliberg-Feldmeilen） （- メイレン）

どの系統も毎日運行であり、30分間隔（終点は変わりながら）で運行される。S15系統だけは平日のみの運行で、運行時間も20時までである。
駅舎前のシュタデルホーフ広場から
- S18 チューリッヒ・シュタデルホーフェン - フォルヒ（Forch） - エスリンゲン（Esslingen）（フォルヒ鉄道（Forchbahn））